# Document (album)
Document è il quinto album in studio del gruppo musicale statunitense degli R.E.M. del 1987, pubblicato dalla I.R.S. Records, ultimo anno con questa casa discografica.

## Descrizione
Document è il quinto disco dalla nascita dei R.E.M., dal momento che Chronic Town non viene considerato.
La copertina si presenta con una serie di foto sovrapposte nelle quali si riescono a riconoscere un uomo con una cinepresa, degli alberi con un traliccio dell'alta tensione come sfondo. Alle spalle dell'uomo una casa. Il disco contiene tracce molto famose come It's the End of the World as We Know It (And I Feel Fine), registrata il 4 settembre 1987, ripresa poi da Ligabue in versione italiana (A che ora è la fine del mondo?) nel 1994. Strange è una cover degli Wire.

## Tracce
Musica e testi di Bill Berry, Peter Buck, Mike Mills e Michael Stipe, eccetto dove indicato.
1. Finest Worksong – 3:48
2. Welcome To The Occupation – 2:48
3. Exhuming McCarthy – 3:19
4. Disturbance At The Heron House – 3:33
5. Strange (Gilbert, Lewis, Newman, Gotobed) – 2:32
6. It's the End of the World as We Know It (And I Feel Fine) – 4:07
7. The One I Love – 3:17
8. Fireplace – 3:24
9. Lightnin' Hopkins – 3:18
10. King Of Birds – 4:07
11. Oddfellows Local 151 – 5:21

Bonus tracks dell'edizione "The I.R.S. Years Vintage" del 1993
1. Finest Worksong (Other Mix) – 3:48
2. Last Date (Cramer) – 2:16
3. The One I Love (Live) – 4:06
4. Time After Time etc. (Live) – 8:22
5. Disturbance At The Heron House (Live) – 3:25
6. Finest Worksong (Lenghthy club mix) – 5:52

### Edizione 25º anniversario
CD 1
Il primo CD è il disco originale restaurato
CD 2 (live in Utrecht, Holland, 1987)
1. Finest Worksong – 4.20
2. These Days – 3.36
3. Lightnin' Hopkins – 3.43
4. Welcome to the Occupation – 2.52
5. Driver 8 – 4.15
6. Feeling Gravitys Pull – 5.00
7. I Believe – 4.28
8. The One I Love – 4.38
9. Exhuming McCarthy – 3.23
10. Wolves, Lower – 4.23
11. Fall on Me – 3.05
12. Just a Touch – 3.12
13. Oddfellows Local 151 – 5.34
14. Little America – 2.50
15. It's the End of the World as We Know It (And I Feel Fine) – 4.01
16. Begin the Begin – 4.32
17. Disturbance at the Heron House – 3.42
18. Moral Kiosk – 3.02
19. Life and How to Live It – 4.59
20. So. Central Rain – 5.30

## Formazione
- Michael Stipe – voce
- Peter Buck – chitarra, dulcimer (traccia 10)
- Mike Mills – basso, tastiere, cori
- Bill Berry – batteria, cori

### Altri musicisti
- Steve Berlin – corno (traccia 8)
- Carl Marsh – Fairlight CMI synth (traccia 8)